# Оникс
О́никс (др.-греч. ὄνυξ — ноготь, коготь или копыто), также нога́т и онихио́н — минерал, халцедоновая (волокнистая) разновидность кварца, в котором незначительные по количеству примеси создают плоскопараллельные окрашенные слои.
Цвет чаще коричневый с белыми и чёрными узорами, красно-коричневый, коричнево-жёлтый, медовый, белый с желтоватыми или розоватыми прослойками. Для оникса особо характерны плоско-параллельные слои разного цвета.
Сардоникс — разновидность оникса с прослойками красного сарда, иногда представляемая как параллельно-полосчатая разновидность сердолика, отличающаяся огненным, оранжево-красным, иногда почти красно-чёрным цветом. Красноватый или коричневый оттенок ониксу придают примеси соединений железа или марганца.

## Название
Само по себе название оникс (др.-греч. ὄνυξ) связано со сходством между полированным камнем и покрытыми лаком женскими ногтями. Согласно легенде, ониксы возникли из остриженных ногтей Афродиты. По другому преданию, Эрот, играя со стрелами, случайно отрезал у спящей матери фрагмент ногтя. Упав на землю, он превративлся в камень оникс.
Вместе с тем звучное и короткое название минерала нередко входит составной частью в другие минералы, или родственные, или только напоминающие оникс. К примеру, известный по библейским текстам сердоликовый оникс или сардоникс составляет оникс с красными полосами сарда. «Арабским ониксом» или «оникс-халцедоном» торговцы и ювелиры называют слоистые разновидности халцедона. Полосчато-окрашенную разновидность мрамора часто называют мексиканским ониксом или алжирским ониксом. В минералогических текстах можно встретить также оникс алебастровый, под которым имеются в виду слоистые формы кальцита. Существует также карнеол-оникс — торговое и ювелирное название некоторых форм агата или сардоникса.

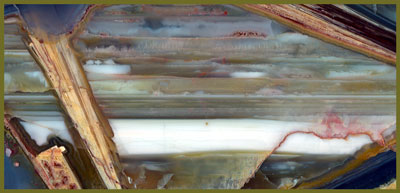
Оникс «агатовый» со слоями халцедона, кварца, опала. Ширина 8 см. Приморье, Россия.
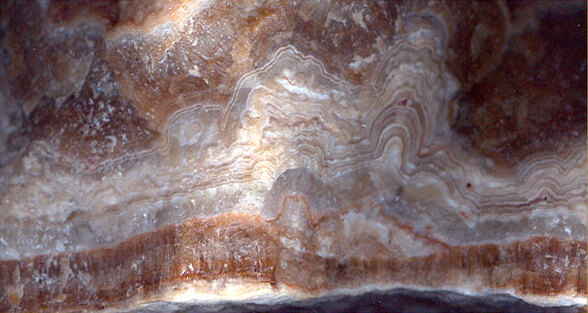
Кальцитовый оникс из карстовой пещеры, 14 см. Хайдаркан, Киргизия.
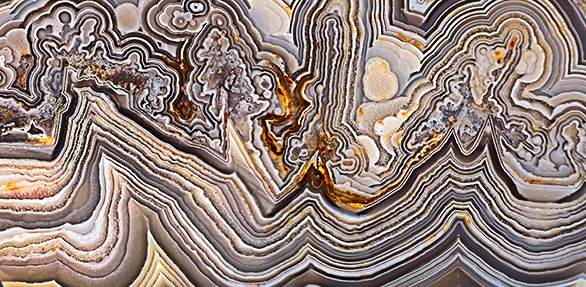
«Пейзажный» оникс

## Добыча
Лучший халцедоновый оникс поступает с Аравийского п-ова, из Индии, Бразилии, Уругвая, США; в России добывается в небольших количествах на Чукотке, Колыме, в Приморском крае.

## Применение
Агатовый и сердоликовый оникс («сардоникс» и «сард») использовался людьми с доисторических времён для изготовления небольших резных художественных изделий (глиптика), а также резных цилиндрических печатей.
Кальцитовые (мраморный и др.) виды ониксов широко распространены и относятся к наиболее доступным и недорогим декоративно-поделочным материалам. Как раньше, так и теперь они широко используются в серийных бытовых и крупных изделиях: это всевозможная мелкая и средняя пластика, ониксовые вазы, шкатулки, подсвечники, столешницы. Применяется также в мозаике и облицовке. Из оникса часто вырезают разнообразные ювелирные изделия, из наиболее редких и качественных сортов сардоникса — камеи, в которых более высокая часть темного изображения контрастирует со светлым фоном. Сравнительно недорогой поделочный камень.
Одна из наиболее известных историй с сардониксом связана с именем Бенвенуто Челлини: 

Однажды он исчез из Ватикана, прихватив с собой золото и драгоценные камни, выданные из папского хранилища для работы. Отсутствовал достаточно долго, что возбудило гнев их святейшества. Когда Челлини объявился, его встретили следующими непарламентскими выражениями: «О! эти художники! вечные посетители кабаков, друзья развратных девок, шумные буяны, кропатели злых эпиграмм, подонки общества, язычники, а не христиане».

В качестве оправдания Челлини предъявил кипарисовый ларец, содержимое которого папа разглядывал с большим вниманием. Это был многоцветный сардоникс, на котором художник вырезал евангельский сюжет — тайную вечерю. Причем сделал это с присущим ему блеском и талантом, а может быть, даже превзошел самого себя. Все пятна, цвета и прожилки камня он использовал для характеристики персонажей. Христос оказался в белом одеянии, апостол Иоанн — в голубом, Пётр — в красном, а Иуда, конечно, в мрачном темно-коричневом хитоне. Более всего папу поразила мысль, что сардоникс валялся на земле много лет и никому до него не было дела. Но вот пришел художник, коснулся камня своим незатейливым резцом — и сотворил чудо.

Бенвенуто Челлини был прощен и провозглашен любимейшим сыном церкви. Его шедевр отнесли в собор апостола Петра и выставили в алтаре главного притвора. Здесь он находится по сей день вместе с другими великолепными геммами, вырезанными гениальными художниками во все времена…— Ахметов С. Ф. Беседы о геммологии. — М.: Молодая гвардия, 1989. — 237 с. — ISBN 5-235-00499-X. стр. 125
Возможно, являлся одним из «Библейских камней» (ивр. — шогам, שהם).

Шахматы из оникса
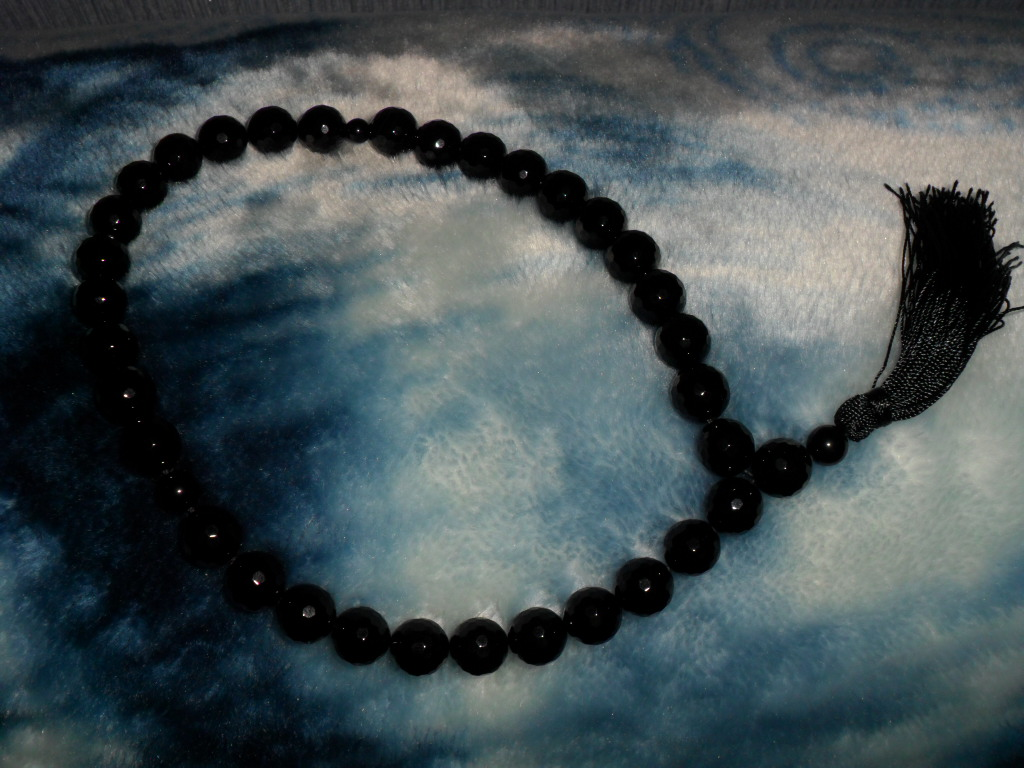
Чётки из чёрного оникса
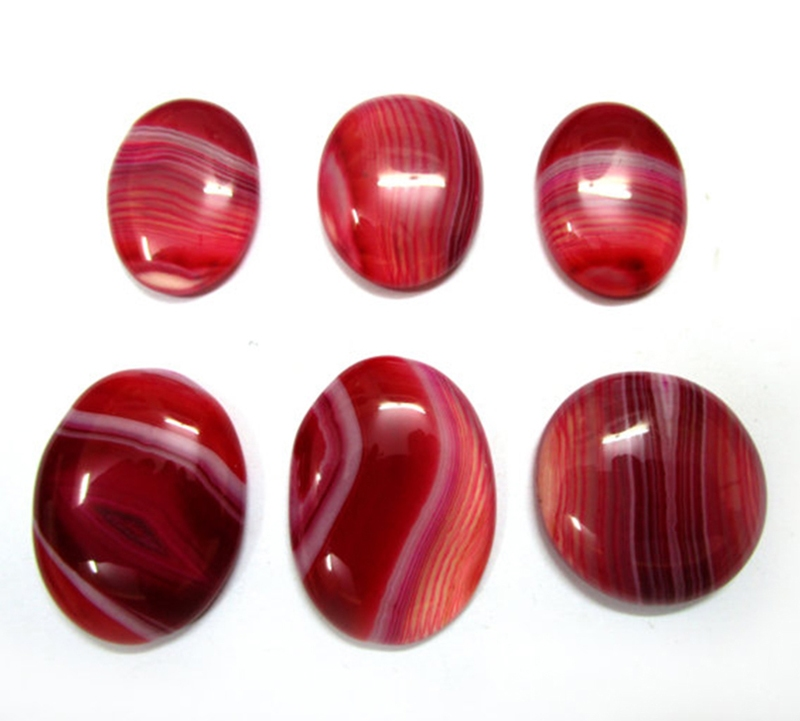
Кабошоны из полосчатого сардоникса